# ロジット

関数 のグラフ

ロジット（英: logit）とは、0から1の値をとるp に対し
{\displaystyle \operatorname {logit} (p)=\log \left({\frac {p}{1-p}}\right)=\log(p)-\log(1-p)}
で表される値をいう。p を変数とするロジット関数とも呼ばれる。ロジット関数はロジスティック関数
:{\displaystyle \operatorname {expit} (\alpha )={\frac {1}{1+e^{-\alpha }}}={\frac {e^{\alpha }}{1+e^{\alpha }}}}
の逆関数であり、特に確率論と統計学で多く用いられる。
確率論、統計学では p はある事象の確率を意味し、「確率 p のロジット」という言い方をする。p/(1 − p) はオッズに、ロジットはオッズの対数に当たり、2つの確率のロジットの差はオッズ比の対数に当たる。
ロジットは統計学で、特にロジットモデルとしてよく用いられる。ロジットモデルの最も単純なものは
{\displaystyle \operatorname {logit} (p_{i})=a+bx_{i}}
である。ここで pi はベルヌーイ試行を続けて行った場合にi 回目で「成功」する確率、xi はその成否が依存する何らかの数値を表す。例えば x は心臓発作で病院に担ぎ込まれた患者の年齢、「成功」というのはその人が病院に着く前に亡くなる（あるいは逆に「生存する」でもよいが）事象を意味する。統計学では一連のケースで x の値と「成功」「失敗」を観測し、最尤法によってa と b の値を推定する。そしてその結果は、x の値がわかっている場合に「成功」の確率を推定するのに使える。
ロジスティック回帰におけるロジットは、一般化線形モデルにおけるリンク関数の特別な場合である。もう1つの例としてプロビットモデルがある。これは曲線の中央部よりも尾の部分により注目したモデルである。
ロジットは確率的測定モデルの1つであるラッシュモデルでも重要である。これは特に心理学や教育学における評価に応用される。